# 徐自強案

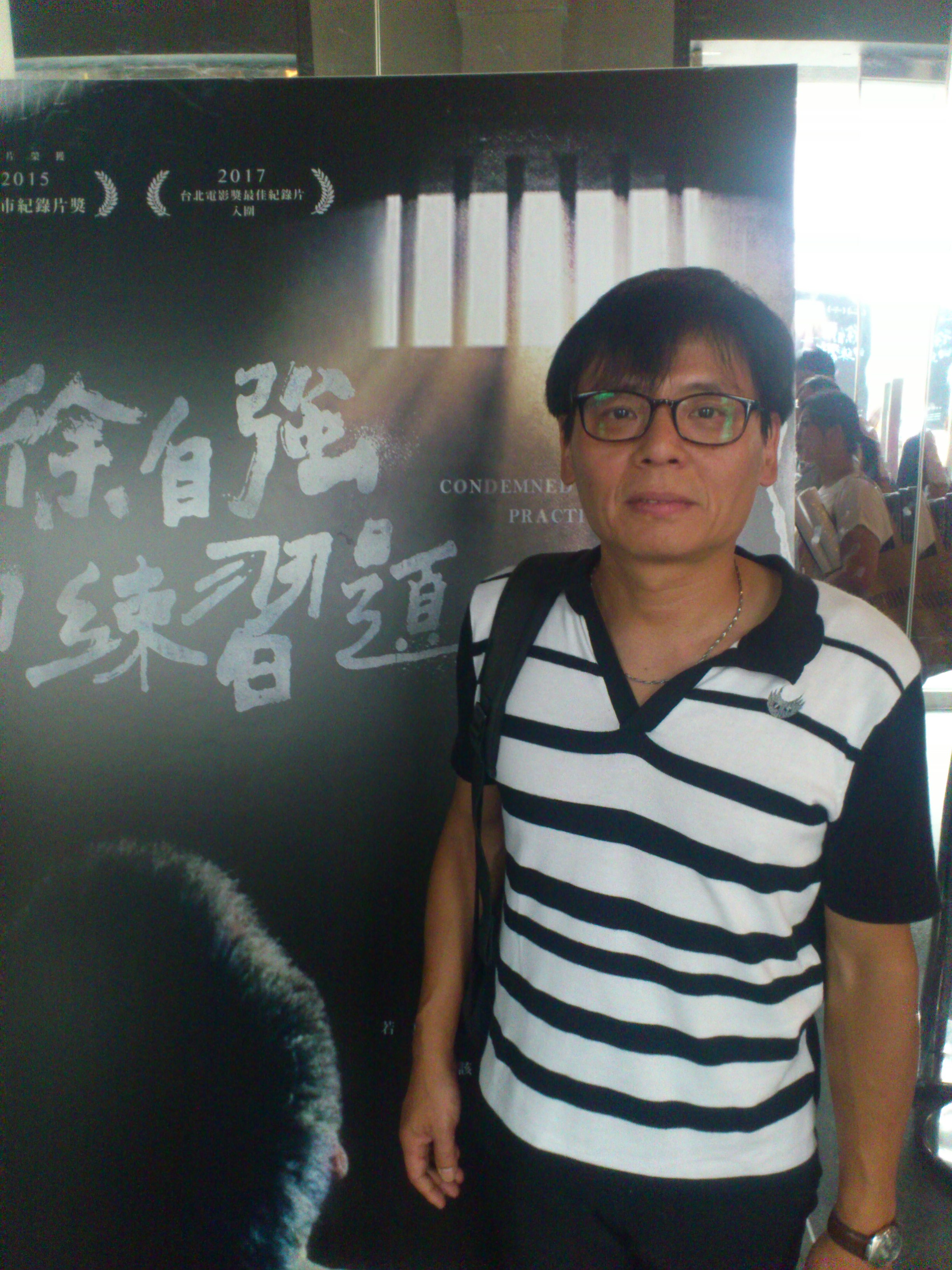
徐自強

徐自強，58年次（1969年），為中華民國84年（1995年）黃春樹命案的被告之一。因為黃春樹命案另兩名嫌犯黃春棋及陳憶隆供稱，徐自強為本案共犯。在黃春棋、陳憶隆更3審定讞之後，一改過去自白，改稱說為拖延案件的審理時間，以延後執行槍決，故謊稱徐自強為共犯。
徐自強歷經21年訴訟，總共有8次遭判處死刑定讞、2次無期徒刑，並歷經8次更審、5次非常上訴。2012年5月18日，台灣高等法院更8審宣判，認定徐自強擄人勒贖，判處無期徒刑。2015年9月1日，台灣高等法院更9審則宣判徐自強無罪，但台灣高等法院檢察署堅持提出上訴。在2016年10月13日，中華民國最高法院駁回高檢署上訴，宣判徐自強無罪定讞，並解除限制住居。

## 案情概述
房屋仲介商黃春樹遭到綁架勒贖，最後被撕票，嫌犯黃春棋落網，並供稱陳憶隆、黃銘泉、徐自強共同實施犯罪，而黃銘泉後來在泰國被暗殺，其他三人被判死刑，但是對於徐自強是否涉案，仍有許多疑點。徐自強主張投案被告遭刑求、共同正犯之自白不能成為唯一證據，經律師聲請釋憲、檢察總長5度提起非常上訴成功而獲再審機會，並於2015年9月1號，更九審判決無罪。

## 案發過程
1995年9月1日，台北縣房屋仲介商黃春樹遭到綁架勒贖，並遭押到汐止山區殺害棄屍。
1995年9月2日凌晨，黃春樹父親黃健雲接獲不明來電，要求以七千萬贖回長子黃春樹。
1995年9月18日，黃健雲依歹徒指示要付贖金，但是由於案發後再也沒有接獲兒子的訊息，在心生疑慮下，並未按照歹徒指示丟錢，而歹徒也未出現。
1995年9月25日，第二次取贖，嫌犯黃春棋落網。
1995年9月26日，凌晨四點，警方訊問黃春棋，過程中，黃春棋供出「阿強」（徐自強）、「大胖」（陳憶隆）及「阿宏」（真實姓名不詳）
1995年9月27日，黃春棋於檢察官偵訊時表示，希望可以有律師在場，因為「受不了警方刑求」。
1995年9月28日，警方經黃春棋親友比對勒贖錄音後，確認黃春棋涉入本案。警方在黃春棋的指引下尋獲黃春樹屍體，宣佈破案。
1995年10月22日，嫌犯陳憶隆於雲林釣魚場被警方逮捕，陳憶隆供出第四名共犯黃銘泉。
1995年11月17日，士林地檢署依照懲治盜匪條例擄人勒贖罪嫌，起訴徐自強、陳憶隆、黃春棋和黃銘泉。
1995年12月16日，黃銘泉於泰國遭仇家殺害。

## 訴訟過程

### 釋憲前
1996年5月16日，陳憶隆、黃春棋二人一審判決死刑。
1996年6月24日，徐自強在律師陪同下主動投案。徐自強自述投案理由：因陳憶隆、黃春棋二人一審判決死刑確定，怕死無對證，再者，徐自強認為：「既然沒做，就不該被冤枉一輩子。」
然而徐自強自此一路被判處死刑（依據2002年以前的刑法348條規定，擄人勒贖而故意殺害被害人屬於唯一死刑之罪）
1996年11月23日，士林地方法院判徐自強死刑。
1997年-1999年，台灣高等法院四度判處徐自強等三人死刑，但四度被最高法院發回更審。
1999年11月16日，高院更五審判處徐自強等三人死刑。
2000年4月27日，經最高法院維持更(五)審判決，判處徐自強等人死刑定讞。

### 釋憲後
2009年12月8日，臺灣高等法院仍在更(六)審將徐自強判處死刑。。為徐自強義務辯護的律師林永頌，在宣判後於高院大門口痛罵司法已死，律師團批評，徐自強案的兩名共同被告供詞反覆，在法庭上又不敢跟徐自強交互詰問，但法院卻憑著兩人先前的供詞，就認定徐自強涉案，完全顛覆證據法則（依據刑事訴訟法第 154 條：犯罪事實應依證據認定之，無證據不得認定犯罪事實），強調一定會再提出上訴。。
2010年3月31日，最高法院再次將台灣高等法院第六次更審判決撤銷，發回更審。
2011年11月25日，高等法院更(七)審判決中，改判徐自強為無期徒刑、褫奪公權終身，仍可上訴。。
2012年3月8日，最高法院以證據調查有誤、判決理由欠備等理由，第八次將本案發回臺灣高等法院更審。
2012年5月18日，高等法院更(八)審宣判，認定徐自強擄人勒贖，判處無期徒刑。
2012年5月19日，因速審法規定，在未定讞的狀況下，被告不得羈押超過八年，徐自強因而得以在凌晨零時（速審法生效日）自看守所釋放出來。
2013年4月3日，最高法院以證據調查有誤、判決理由欠備等理由，第九次將本案發回高等法院更審。
2015年9月1日，台灣高等法院更(九)審宣判，原判決撤銷。徐自強無罪。
2015年9月18日，高檢署的檢察官認為，高院僅因同案被告黃春棋在更九審時拒絕作證，就推翻過去被告自白的證據能力，判徐無罪，認為判決違反法令，因而向最高法院提起上訴。
2016年10月13日，最高法院駁回高檢署上訴宣判無罪確定，並解除限制住居。

## 重啓審判

### 陳憶隆翻供
2000年5月16日，同案被告陳憶隆在台北看守所向徐自強家屬翻供，改稱徐自強沒有參與本案，並當場書立自白書為證。
陳憶隆自白書：
|  | 「按本案自始，同案被告徐自強均未曾參與亦未曾知情，係因徐自強對立自白書人催債不已，立自白書人本即心懷怨懟，而獲案之後想藉由牽扯根本完全不在場之徐自強，以圖拖延訴訟程序，冀在一線生機。」 |

### 監察院調查
2001年2月8日，監察院介入調查此案，發佈的調查報告中指出：
1. 法院沒有採認徐自強不在場證明的理由，太過粗率
2. 法院未依被告聲請傳喚不在場證人洪小姐，未盡調查之能事
3. 警方有明顯的刑求及脅迫，黃春棋與陳憶隆自白是否具證據能力，值得懷疑
4. 徐自強以自己本名租車，法院認定租借車輛為取贖車輛，與一般犯案手法有所違背

### 聲請釋憲
2003年10月1日，徐自強之律師向司法院大法官聲請釋憲。
2004年7月23日，大法官做出《司法院釋字第582號解釋》，認為
- 最高法院31年上字2423號以及46年台上字419號兩則判例在本號解釋中被認為剝奪被告對證人的詰問權，與憲法保障人民訴訟權之意旨不符，因此被宣告違憲，應不再援用。
- 故本案過往法官不斷援引此二號「共同被告不利於己之自白可相互補強」之判例，直接將其餘兩位被告的自白視為有效證據而判處徐自強死刑之判決將因此失其依據。

釋字582號要求：
1. 共同被告的陳述若是用來認定犯罪事實的證據，必須在審判中具結並經過證人交互詰問的程序，此外也不能將陳述當成有罪認定的唯一證據
2. 徐案更五審之前，黃春棋與陳憶隆有關徐自強的陳述，並未在法庭上經交互詰問之程序，故不能做為證據
3. 警方有明顯的刑求及脅迫，黃春棋與陳憶隆自白是否具證據能力，值得懷疑
4. 檢察總長吳英昭遂依據本號解釋向最高法院提起第五次非常上訴

2005年5月26日，在第五次非常上訴中，最高法院以94年度台非字124號判決將本案最高法院89年度台上字第2196號暨台灣高等法院88年度重上更(五)字第145號判決均撤銷，由台灣高等法院依判決前之程序更為審判。

## 被告的自白
本案最大的疑點在於，法院沒有其他明顯證明徐自強確實涉及本案的證據，只基於共同被告陳憶隆、黃春祺之自白，便將徐自強判處死刑。

### 共同被告之自白
黃春棋在筆錄中提到，案發當天被找去討債，早上九點與徐自強、陳憶隆二人共駛一部偷來的贓車綁架黃春樹，並一同將被害人帶到汐止山區殺害。中午黃春棋先行返家，案發兩三天才開始撥打勒贖電話。
在陳憶隆落網後，案情出現大逆轉。陳憶隆供出第四名嫌犯黃銘泉（黃春棋的哥哥），因四人經濟狀況不佳，八月中旬計畫擄人勒贖。當天四人駕駛兩部車綁架黃春樹，但車行一兩分鐘後，徐自強返回犯案現場擦拭指紋，其後自行回家，並未上山。下午兩點，四人在徐自強家分贓被害人身上的現金，商議日後取贖事項。
二人說法前後矛盾，但在日後的筆錄中，黃春棋的供詞逐漸與陳憶隆的供詞統一，起訴書上的事實陳述也採信陳憶隆的說法。黃春棋為了掩護哥哥，先前未供出黃銘泉犯案，一開始仍強調案發當日徐自強有上山，其後才依附陳憶隆說法，指犯案當天徐自強沒有上山，回犯案現場擦拭指紋。
但是兩人後來翻供，表示會供出徐自強是因為希望判決可以久一點並獲得一線生機。

### 犯案當天徐自強的行蹤
當天七、八點徐自強至檳榔攤顧攤，約十點左右因母親交代而到龜山郵局領款（有監視錄影畫面為證），中午至桃園蘆竹鄉母親住處用餐（有證人洪佩珊作證）。下午二時許，因自小客車故障，駕往業昌汽車修理廠修理（修車廠負責人可證）。另外，因隔天要帶兒子出門遊玩，下午15:40徐自強前去桃園市區租車（有租車單可以證明），之後返回檳榔攤，看攤至晚上九、十點左右。不過，法院一審到更五審均不採信徐自強的不在場證明。
徐自強的律師於84年10月6日提出徐自強在當天10:47到10:48間至郵局提領現金的照片，做為不在場證明。在沒有考慮當天徐自強並無交通工具、處理案發現場所花費的時間之下，法院經實際測試後認為，從黃春樹位於大直的住處回到徐自強桃園龜山住處，就算加上塞車時間，也只要一個小時左右。根據陳憶隆、黃春棋的供詞，被害人遭綁架殺害時，徐自強被指示回案發現場清理，確實不在場，因此法院並未將此視為徐自強未參與犯案的證據。

## 相關文獻
- 李濠仲著，《1.368坪的等待：徐自強的無罪之路》，ISBN 9789869351850，台北：衛城出版，2016年。
- 紀岳君，《徐自強的練習題》，紀錄片長片，95分；2017；斷境音像出品；榖得電影發行。

## 外部連結
- 司法改革基金會 （页面存档备份，存于）
- 司法改革基金會-徐自強案 （页面存档备份，存于）